# Mercado de Mont-Bouët
El Mercado de Mont-Bouët (en francés: Marche du Mont-Bouët) en Libreville es el mayor mercado de Gabón, con cientos de puestos de venta de frutas, verduras, carne, aves (vivas y muertas), tejidos, prendas de vestir, joyas, artículos para el hogar, medicina tradicional y una variedad de otros productos. 
En las afueras del mercado hay una gran zona comercial. Muchas de las tiendas transportan una amplia variedad de las telas de impresión popular utilizadas para la confección de ropa. 
Los niños vagan por el mercado, ofreciendo la venta de bolsas de plástico para contener mercancías, bolsas de agua potable, sándwiches de frijoles y otros artículos para los compradores.